# Pardachirus hedleyi
Pardachirus hedleyi är en fiskart som beskrevs av Ogilby, 1916. Pardachirus hedleyi ingår i släktet Pardachirus och familjen tungefiskar. Inga underarter finns listade i Catalogue of Life.